# Balança de watt

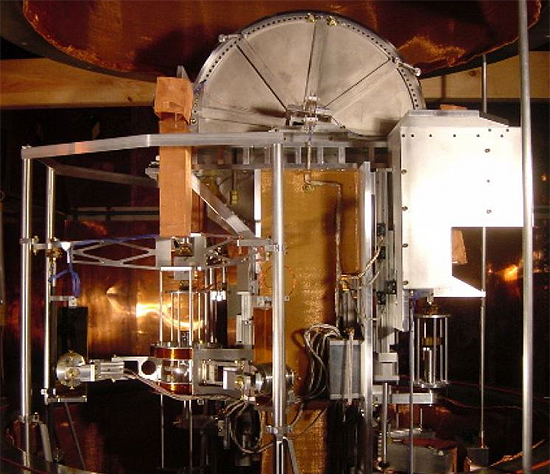
A balança de watt do NIST

A balança de watt é um instrumento de pesagem eletromecânico que mede a massa de um objeto com precisão elevada utilizando a força produzida por uma corrente e tensão elétrica. É utilizada como instrumento metrológico nas pesquisas que visam definir a unidade de quilograma por meio de constantes fundamentais. Seu nome vem do fato de que o módulo do peso do objeto testado é proporcional ao produto da corrente com a tensão, que por sua vez é medido em watts.
Em 2016, metrologistas concordaram em nomeá-las balanças de Kibble em homenagem ao seu inventor, Bryan Kibble.

## Princípio de funcionamento
Um fio condutor de comprimento L, no qual flui uma corrente I perpendicular a um campo magnético de intensidade B sofre uma força de Laplace de módulo BLI. Na balança de watt, a corrente varia de modo que essa força tenha sentido contrário e módulo exatamente igual ao do peso P do objeto com massa m. O valor do peso P é dado pelo produto da massa m com a aceleração da gravidade local g. Portanto
{\displaystyle w=mg=BLI.}
A balança de watt evita o problema da medição de B e L em uma etapa adicional de calibração. O mesmo fio (na prática, uma bobina) move-se através do campo magnético a uma velocidade v. De acordo com a Lei da indução de Faraday, uma diferença de potencial U é produzida entre as extremidades do fio, com módulo BLv. Isso é,
{\displaystyle U=BLv.}
O produto de valor desconhecido BL pode ser eliminado das equações para fornecer
{\displaystyle UI=mgv.}
No instrumento, U, I, g e v são medidos com bastante precisão, fornecendo um excelente valor de m. Ambos os lados da equação possuem dimensões de potência, medida em watts no Sistema Internacional de Unidades, o que explica o nome "balança de watt".